# Église Saint-Étienne d'Ars-en-Ré
Pour les articles homonymes, voir Église Saint-Étienne et Saint-Étienne (homonymie).
L'église Saint-Étienne est une église catholique située à Ars-en-Ré, sur l'île de Ré, dans le département français de la Charente-Maritime, dans la région Nouvelle-Aquitaine.

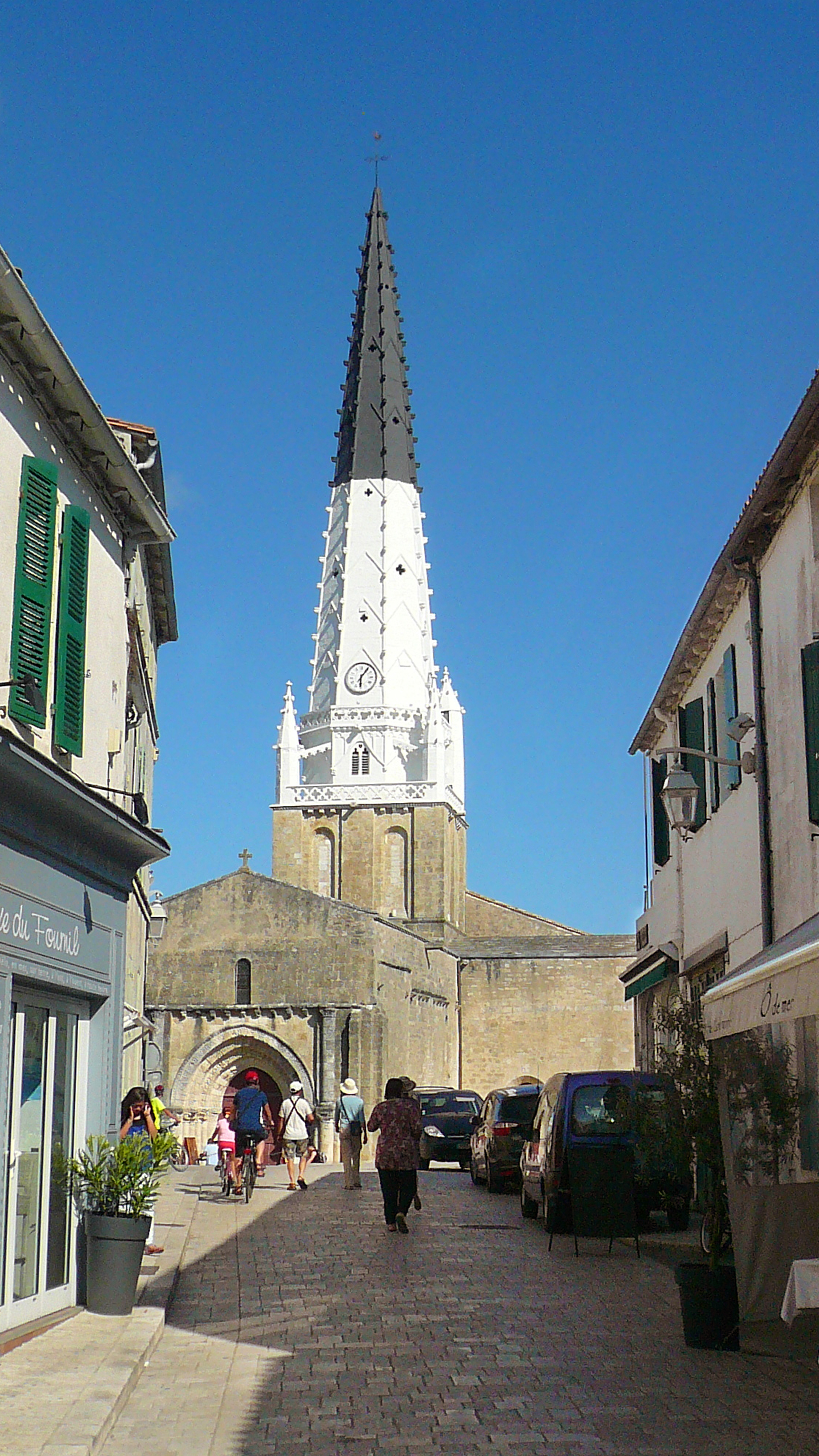

## Historique
L'église Saint-Étienne, construite principalement au XVe siècle, est l'une des plus anciennes de Ré. Le premier monument, dont il n'y a pas de trace, est édifié au VIe siècle. C'est, alors, un petit prieuré, rectangulaire, dépendant de l'abbaye de Saint-Michel-en-l'Herm. Par la suite, au XIIe siècle, sont  construites les deux croisées d'ogives archaïques, ornées de fleurettes et d'entrelacs, qui font suite à la croisée sous coupole, de style roman. Une tour est également érigée, mais elle n'est haute que de treize mètres.

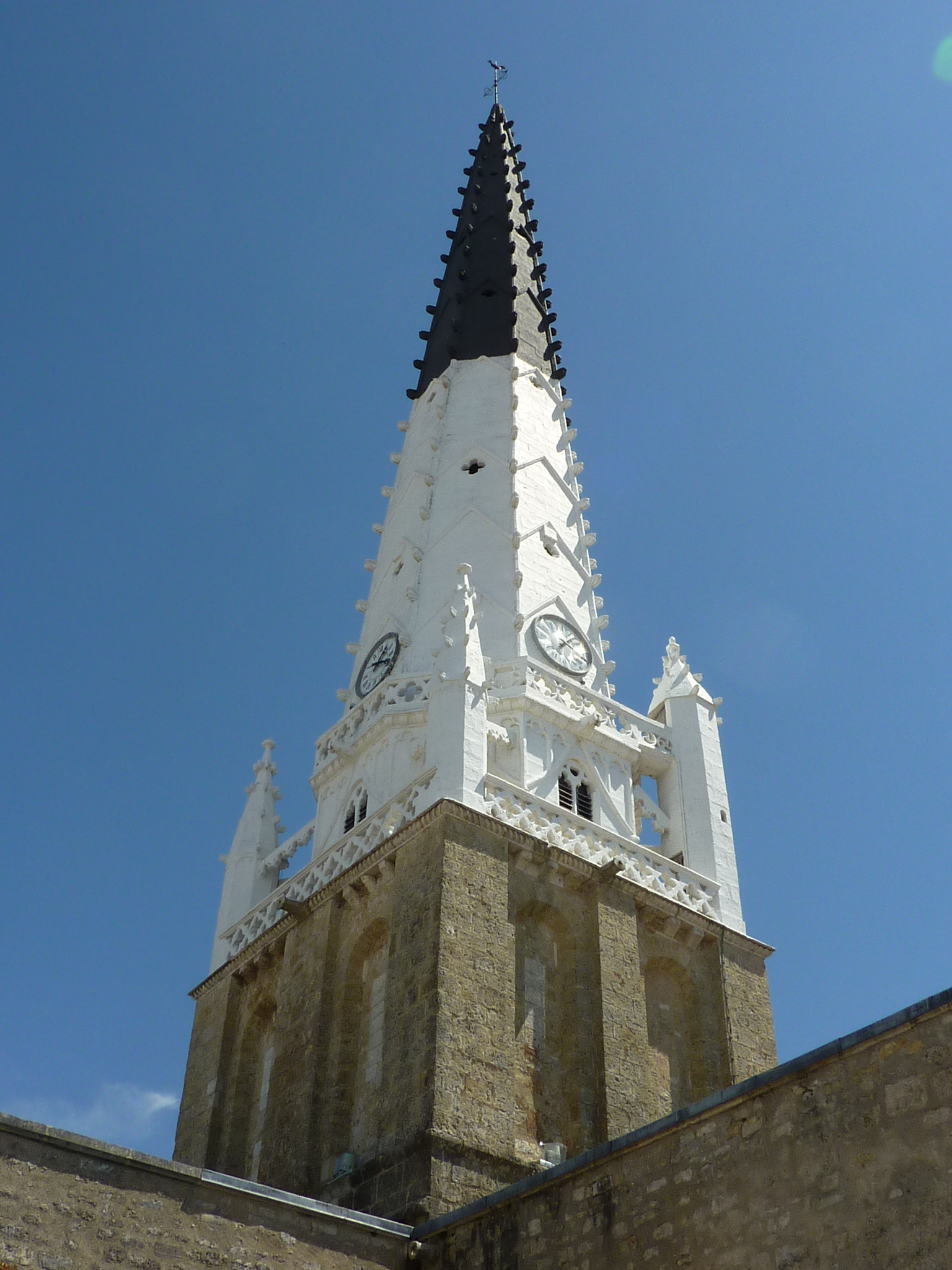
Clocher de l'église d'Ars-en-Ré servant d'amer.

Vers le XVe siècle, cet édifice est agrandi, et le clocher, noir et blanc, de plus de 40 m de haut, de style gothique flamboyant, est construit. Ces couleurs n'ont pas pour but d'être esthétique, mais servaient d’amer aux navigateurs en mer autrement dit de point de repère fixe et identifiable, grâce à ses deux couleurs qui permettaient au clocher de se détacher de l’horizon à plus de 20 km.
L'ensemble est classé Monument Historique, le 29 décembre 1903.

## Description
Saint-Étienne est un exemple d'art gothique. Elle est en forme de croix.
Le portail, dont la partie supérieure est antérieure à la nef et au chœur, est d'un style transitoire, entre le roman et le gothique, avec des sculptures élaborées.
hauteur de la nef Romane 8m30. 
hauteur du portail roman 5m62. 
Le clocher, du XVe siècle, imposant par sa taille, servait d'amer aux navigateurs, grâce à ses deux couleurs, se détachant de l'horizon. Bien visible, il est toujours bicolore. Cette tour faillit s'effondrer en 1840, à cause d'une violente tempête. Il est de forme octogonale et renferme trois cloches, nommées Françoise (la grosse, qui donne le mi), Marie-Victoire (la moyenne, qui donne le sol) et Louise (la petite, qui donne le si).

la nef gothique possède des voûtes angevines en pierre de taille. 
les voûtes des bas-côtés sont recouvertes de plâtres.
- hauteur de la nef 8 m 16
- largeur de la nef (sans les bas-côtés) 5 m 70
- largeur de la nef avec les bas-côtés 20 m 17
- largeur bas-côté nord 5 m 62
- largeur bas-côté sud 8 m 56
- longueur totale de l’édifice 50 m 20

Les représentations religieuses, à l'intérieur, datent pour la plupart du XVIIe siècle.
L'église fut entièrement restaurée entre 2017 et 2022 (intérieur et extérieur compris). 
La dernière phase de restauration comprendra la reprise de la nef romane du XIIe siècle et la sacristie. 

## À noter
L'église est aussi un lieu d'inhumation : aux XVIIe siècle et XVIIIe siècle, curés, notables... Le monument a reçu la visite de personnalités politiques, dont Georges Clemenceau et Sadi Carnot.

## Culture populaire
Dans Raphaël 4 et la Bague d'Argent, le clocher d'Ars-en-Ré y apparaît.

## Galerie de photos

Vues extérieures
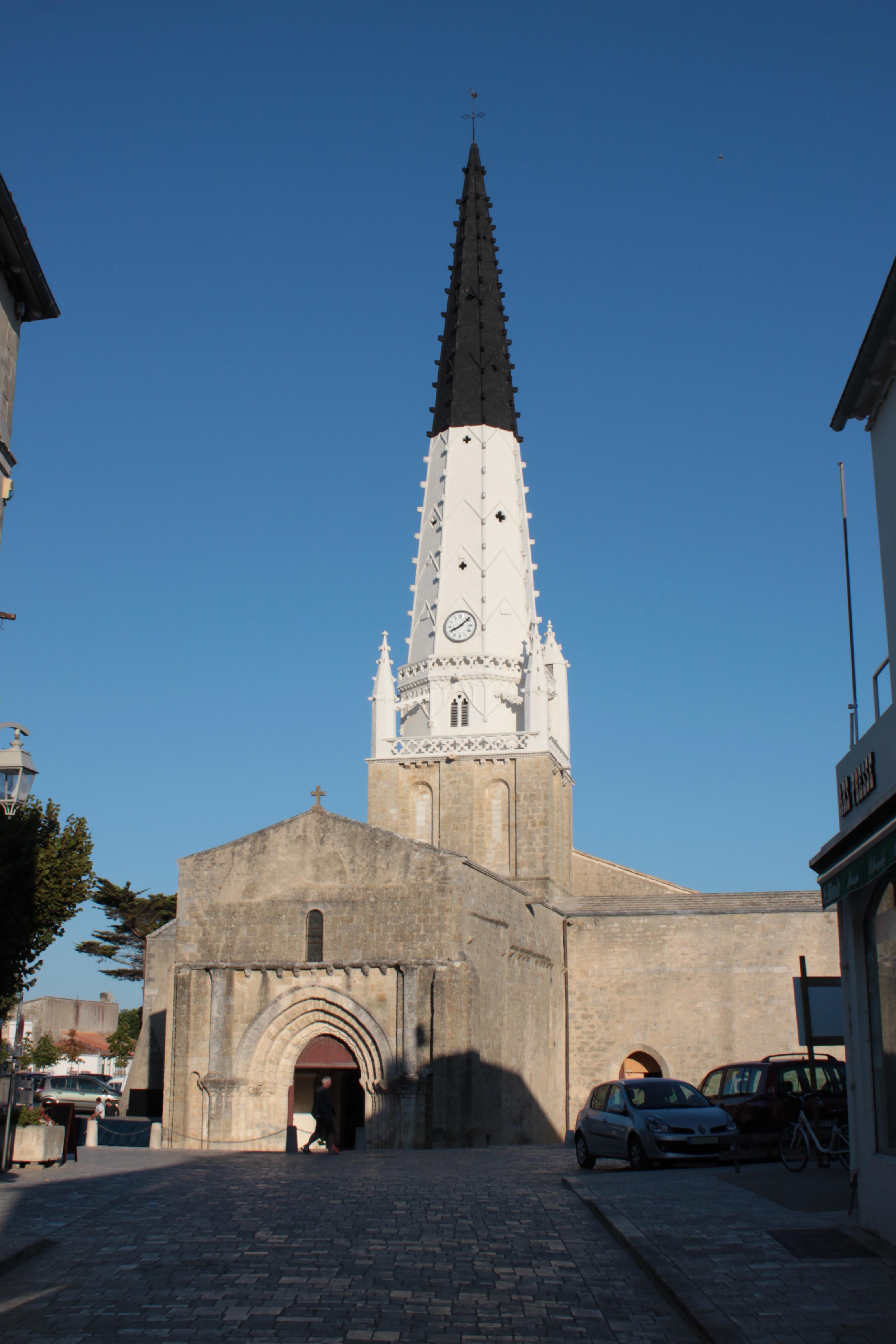
Vue ouest.
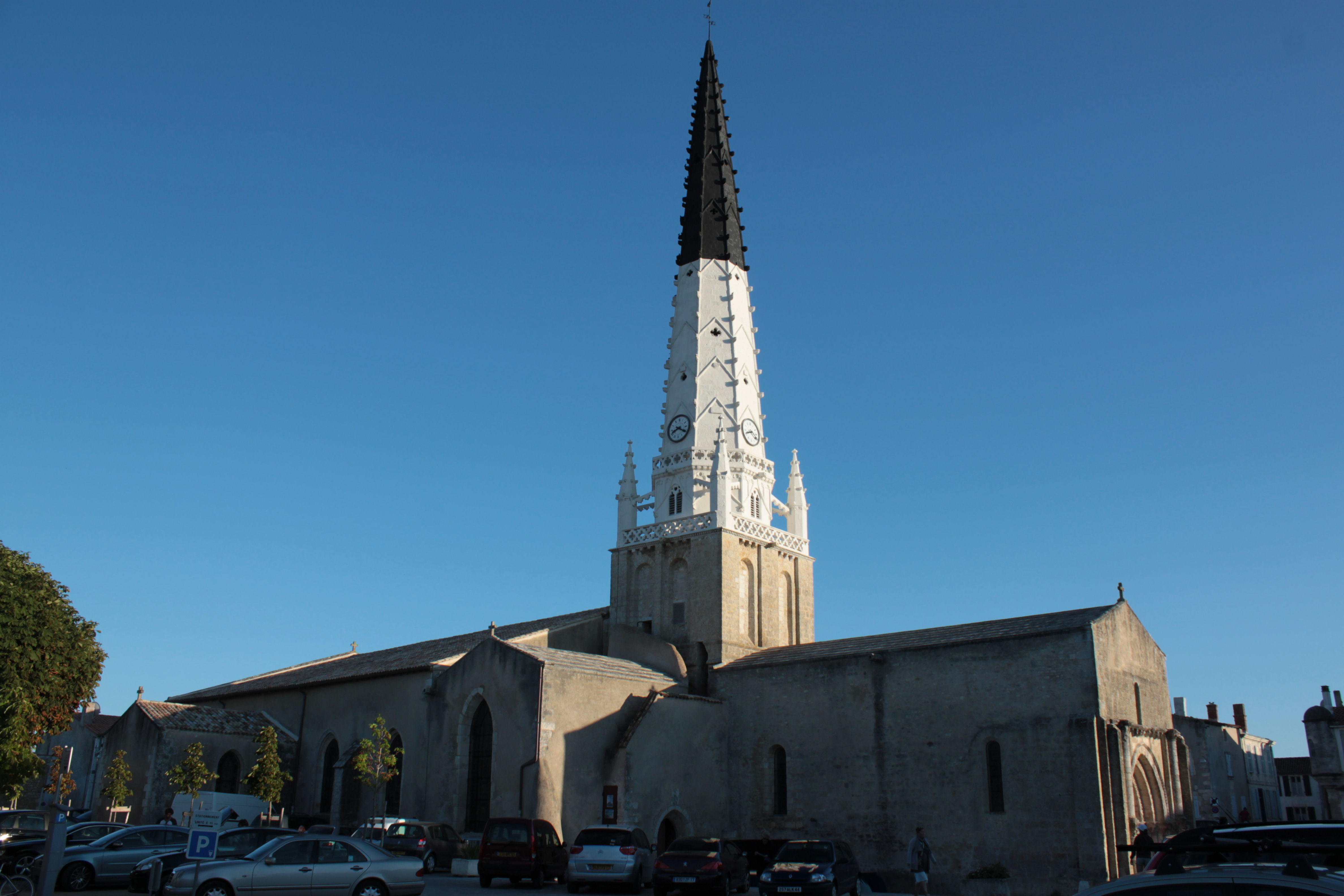
Vue nord.
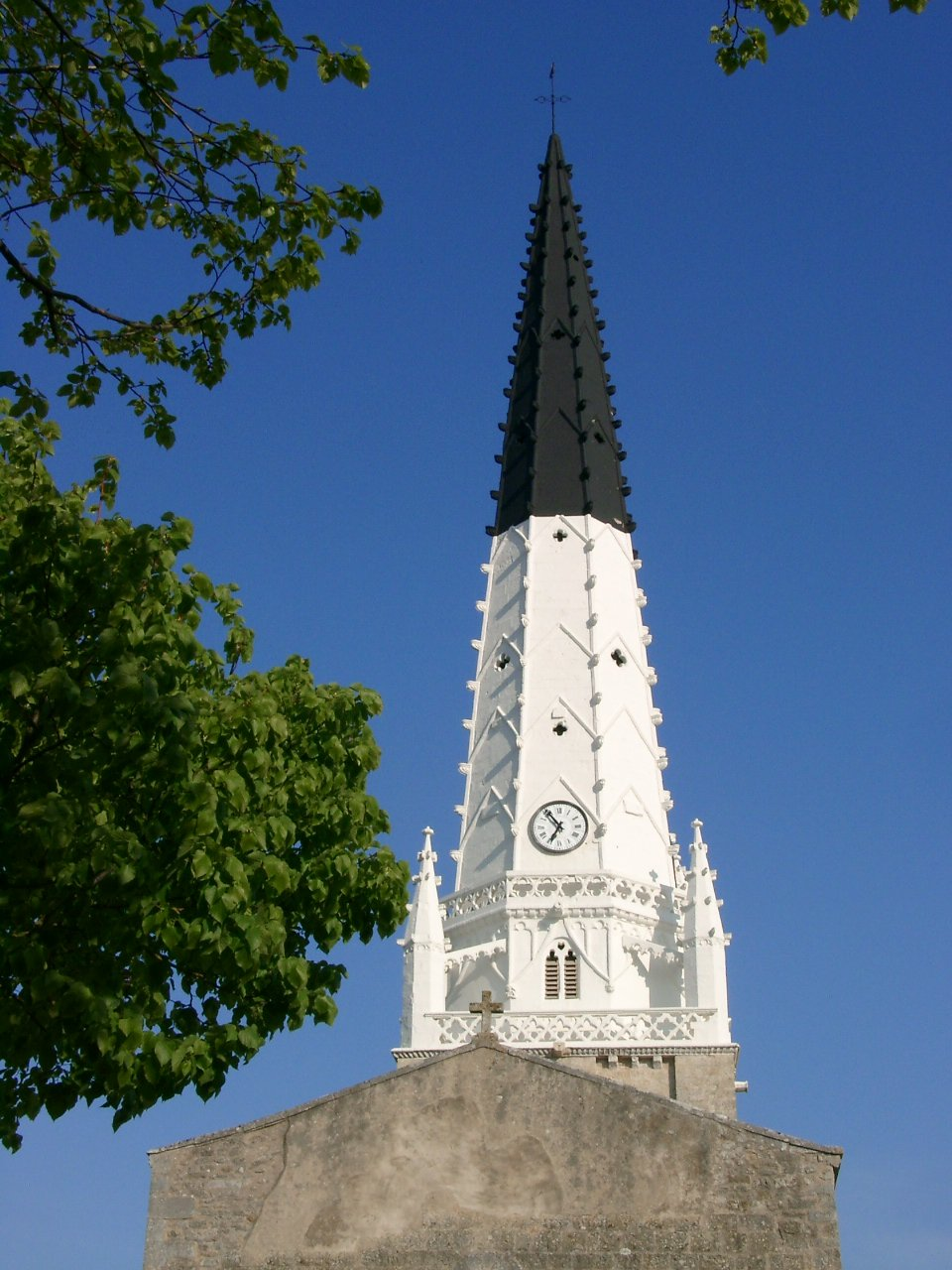
Le clocher.
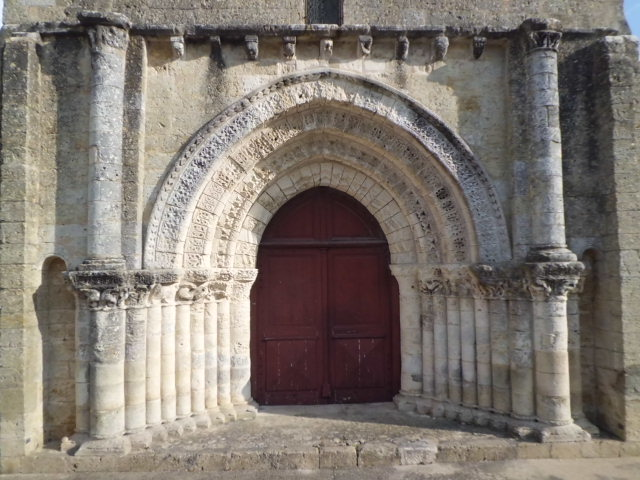
Détail du portail de style roman poitevin. La partie supérieure a subi des modifications.

Vues interieures
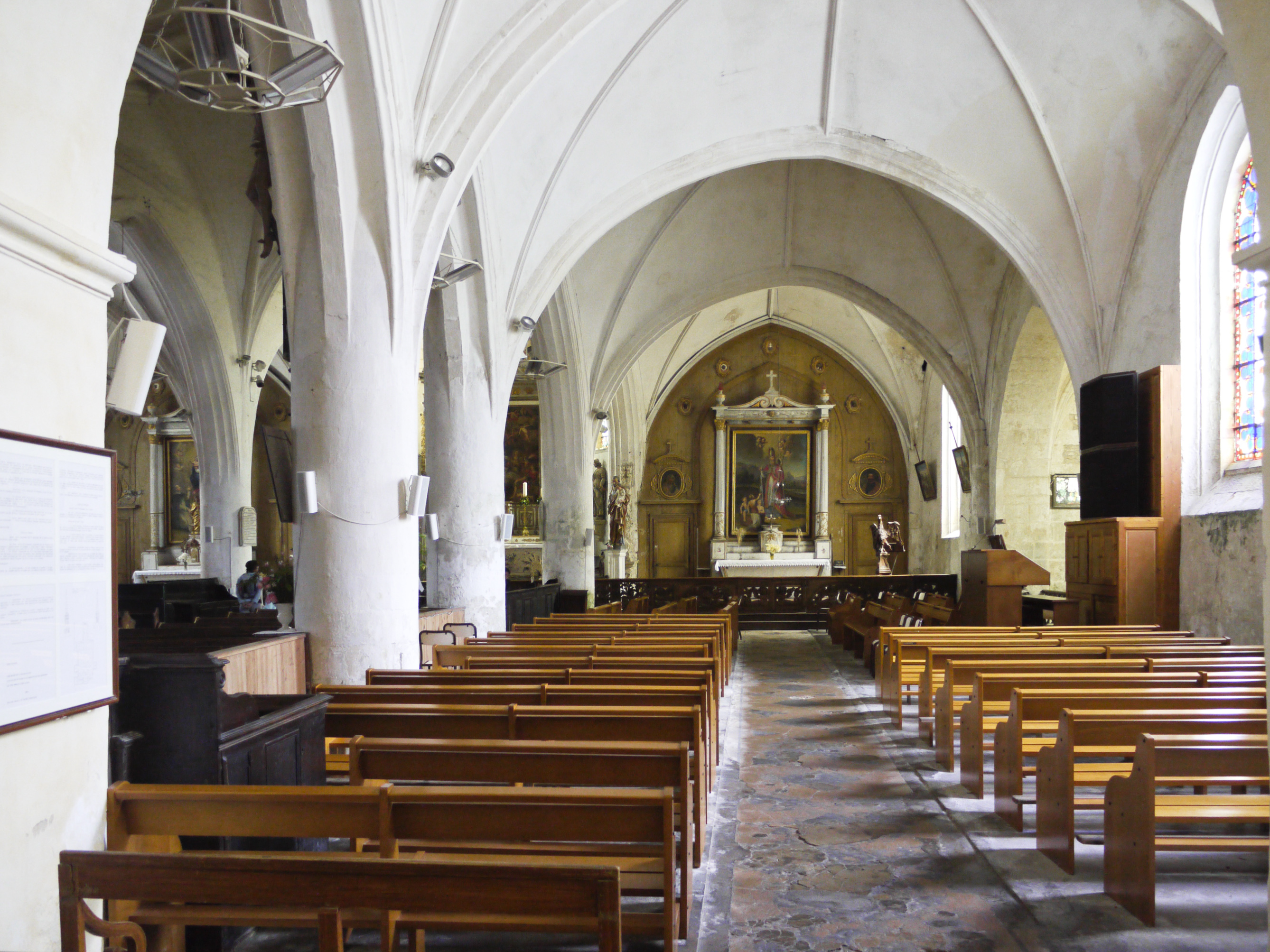
La nef et l'ancien orgue
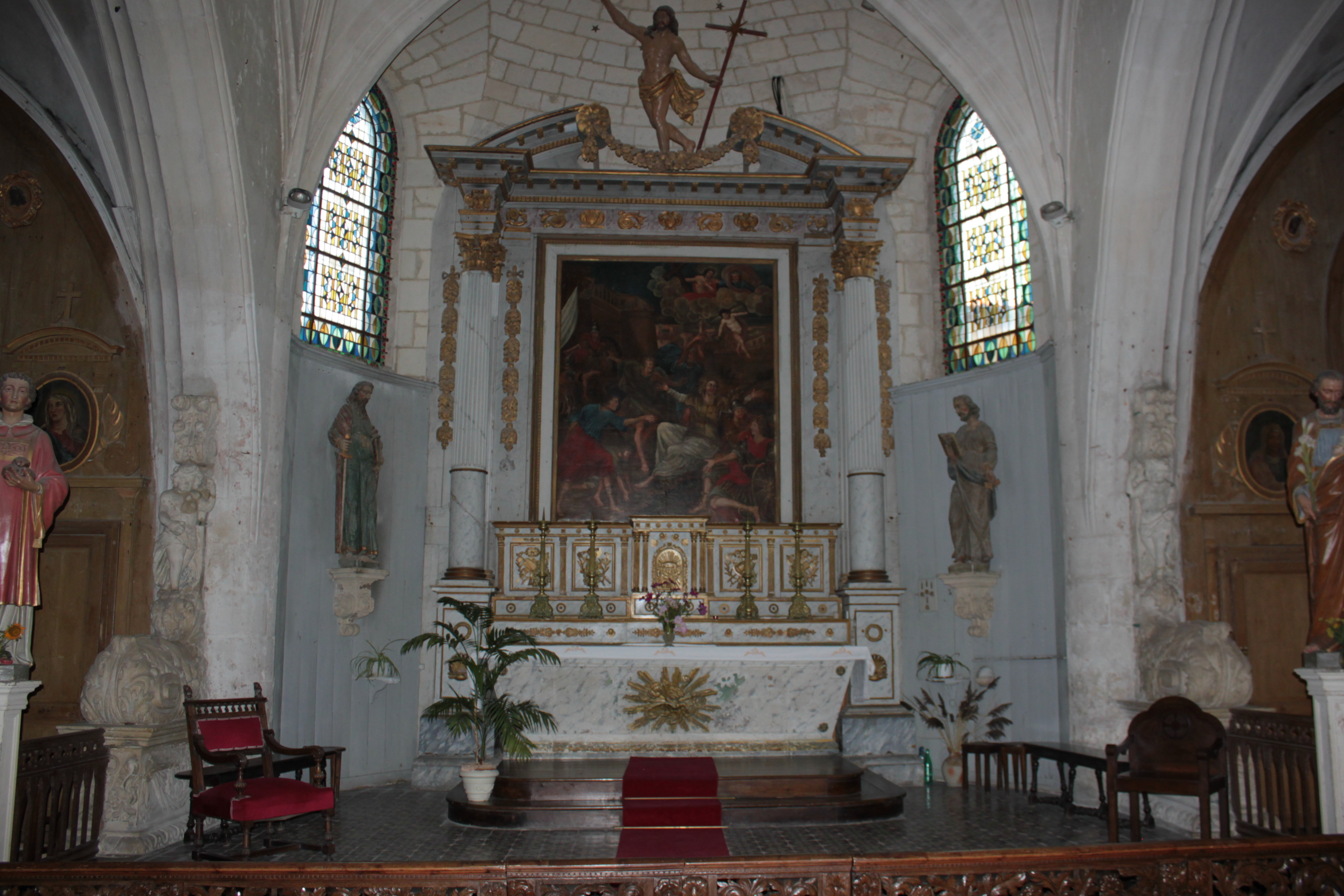
Maître-autel.
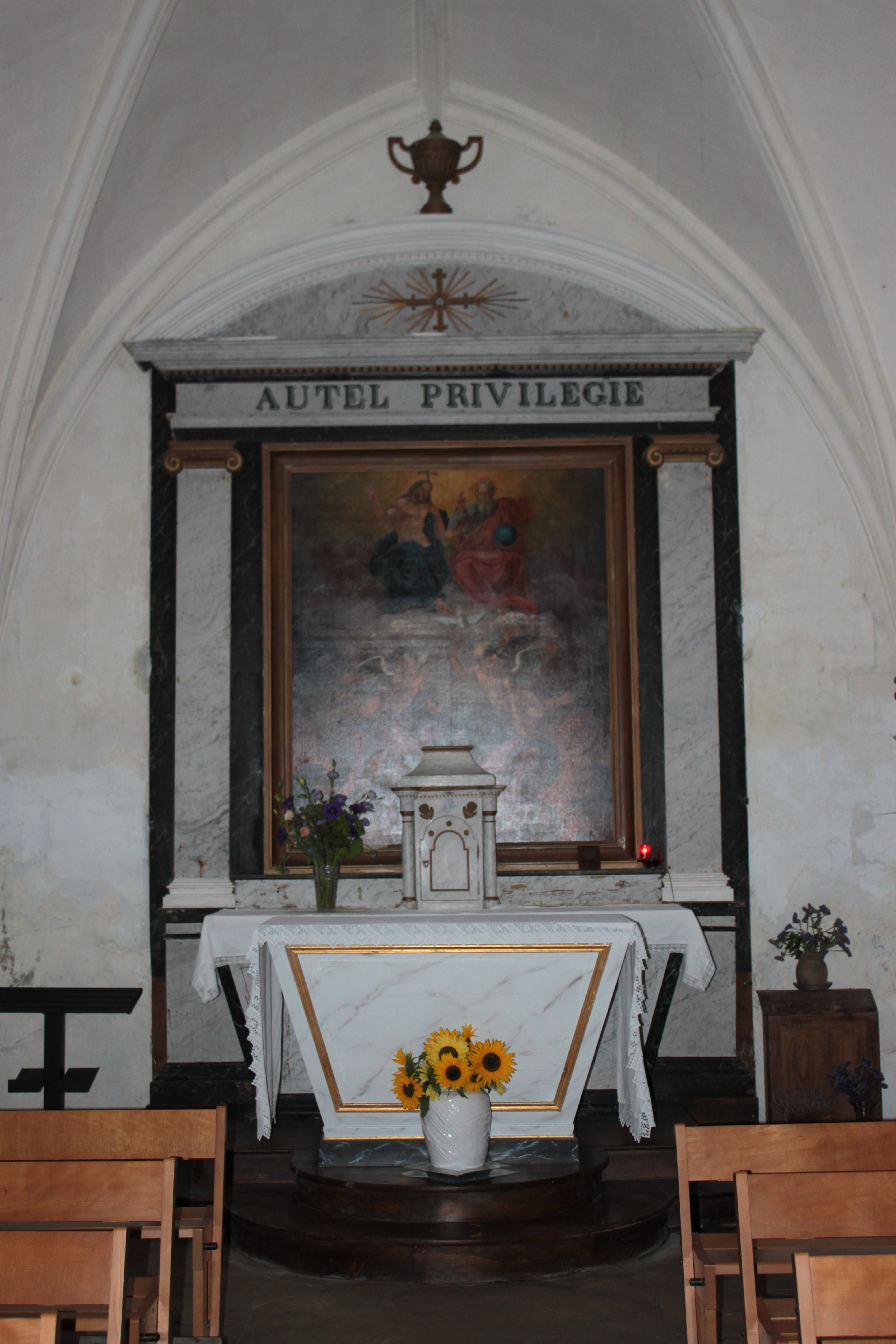
Autel privilégié.
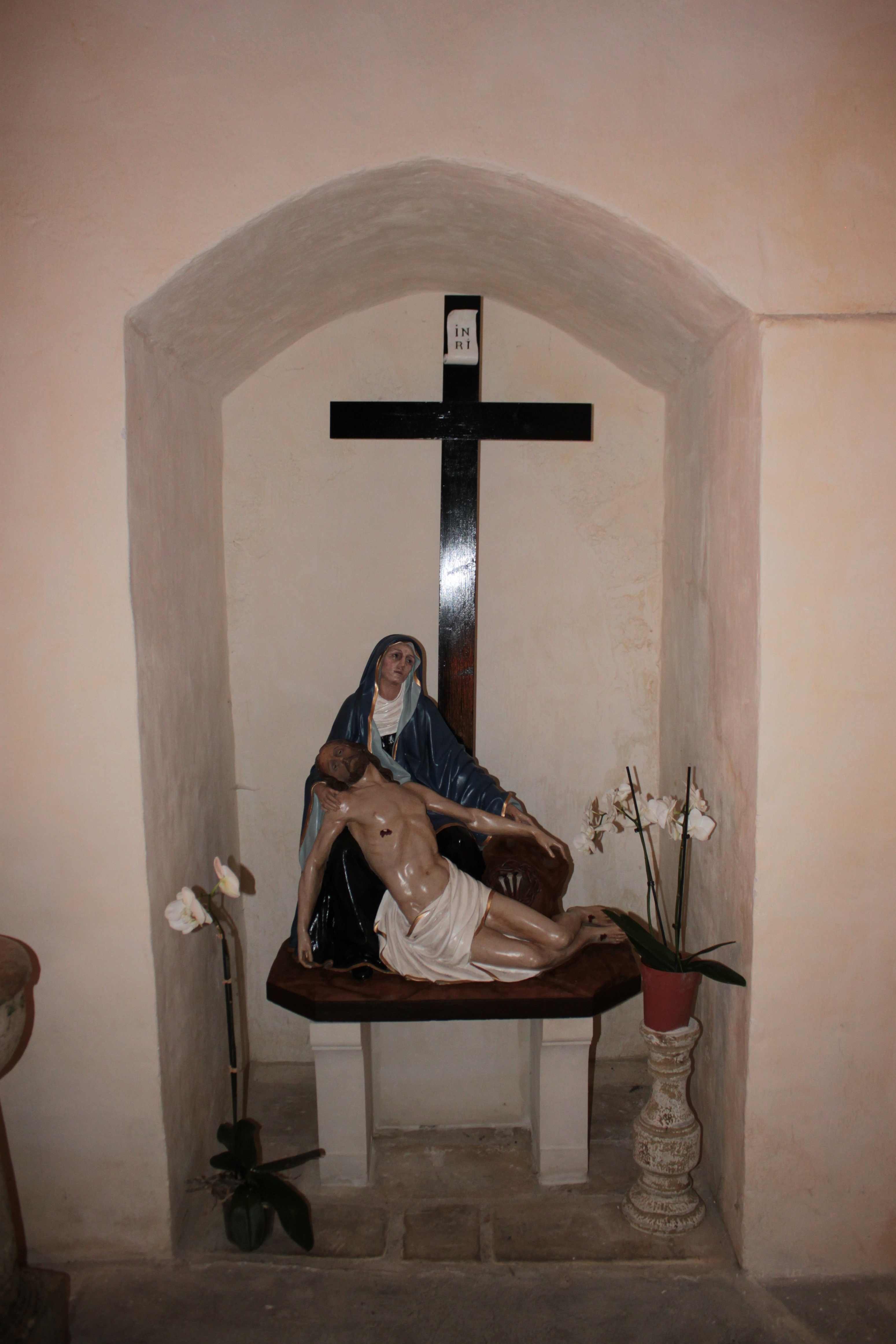
Piéta.
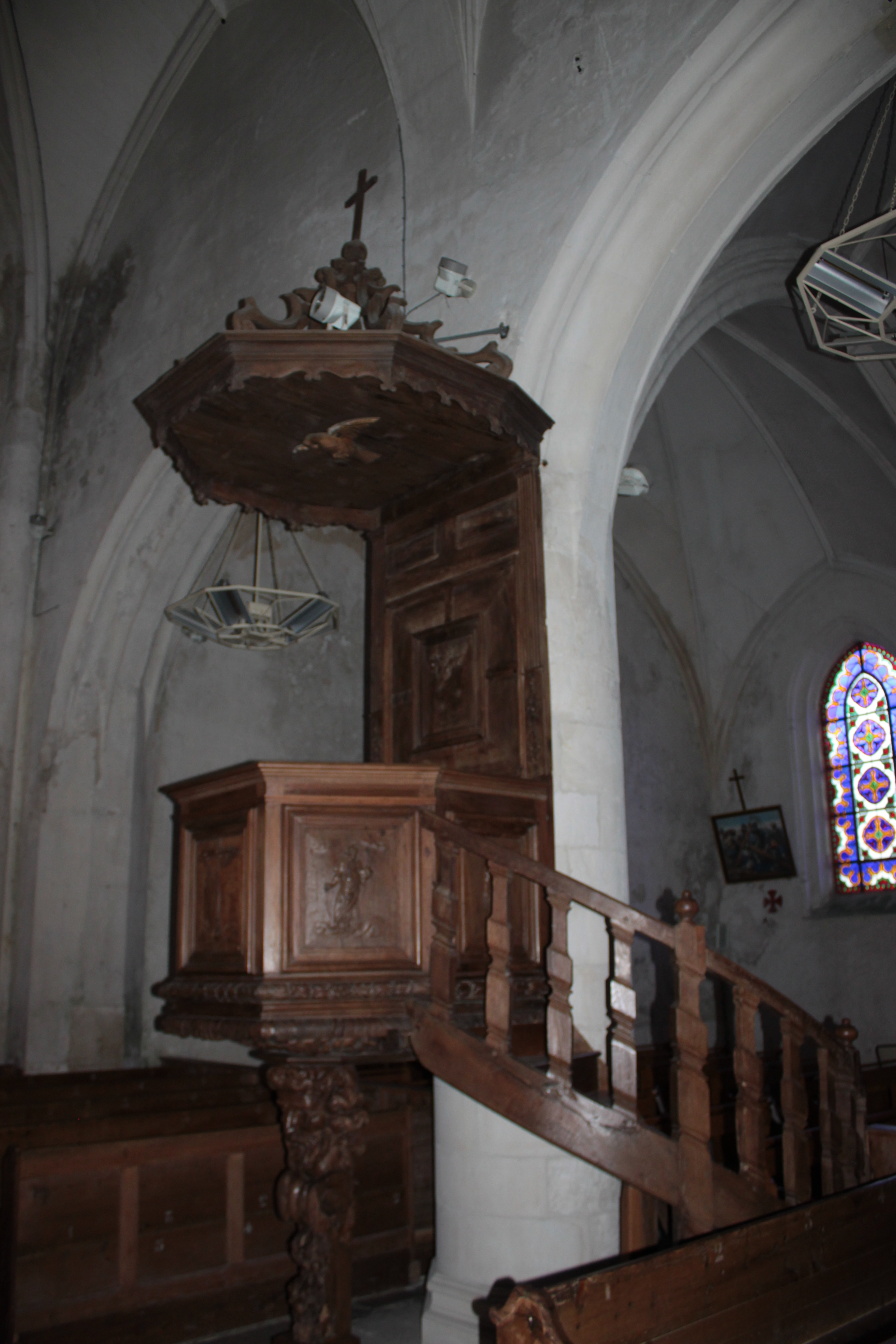
Chaire.
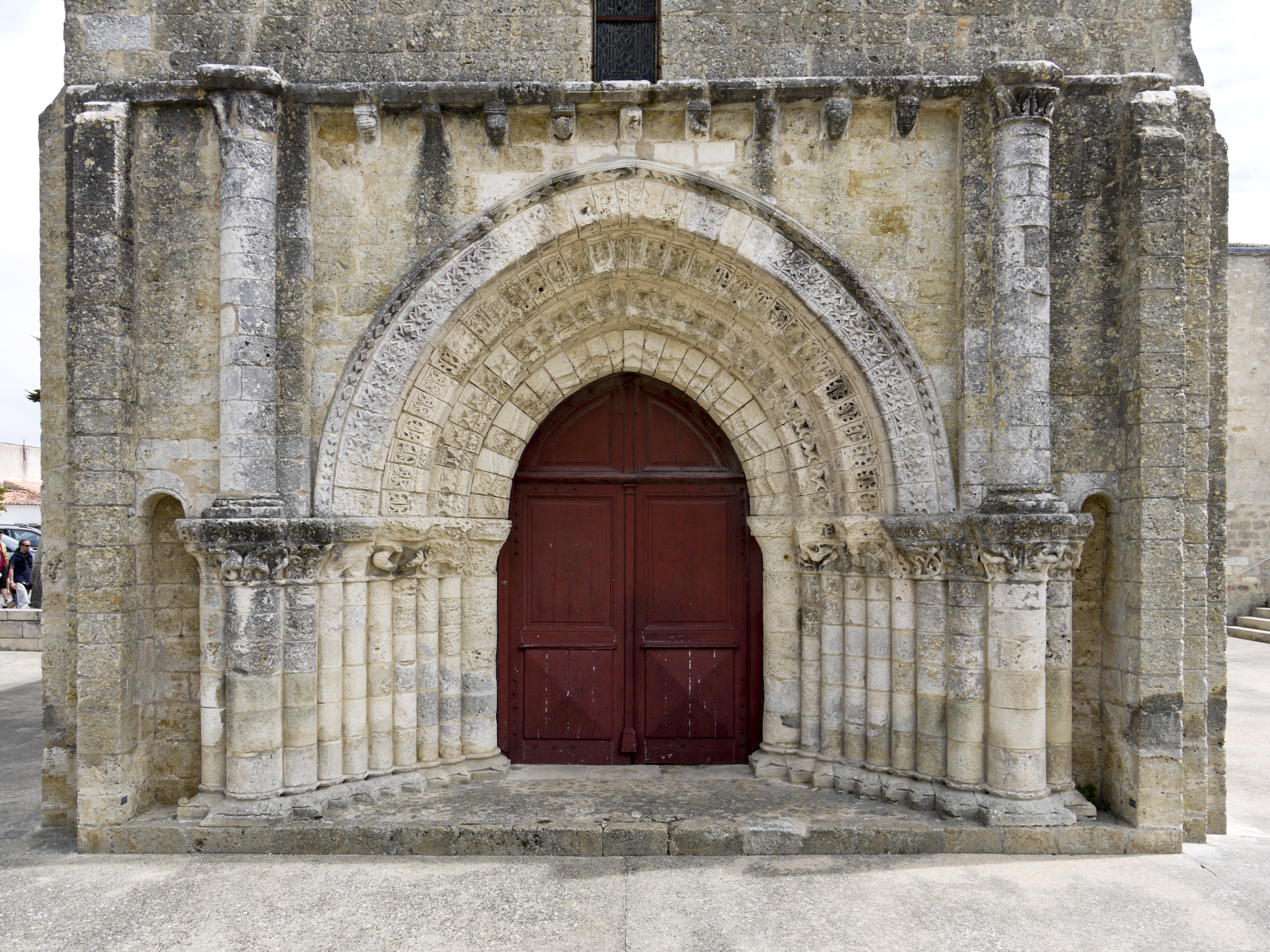
Portail roman de la facade romane
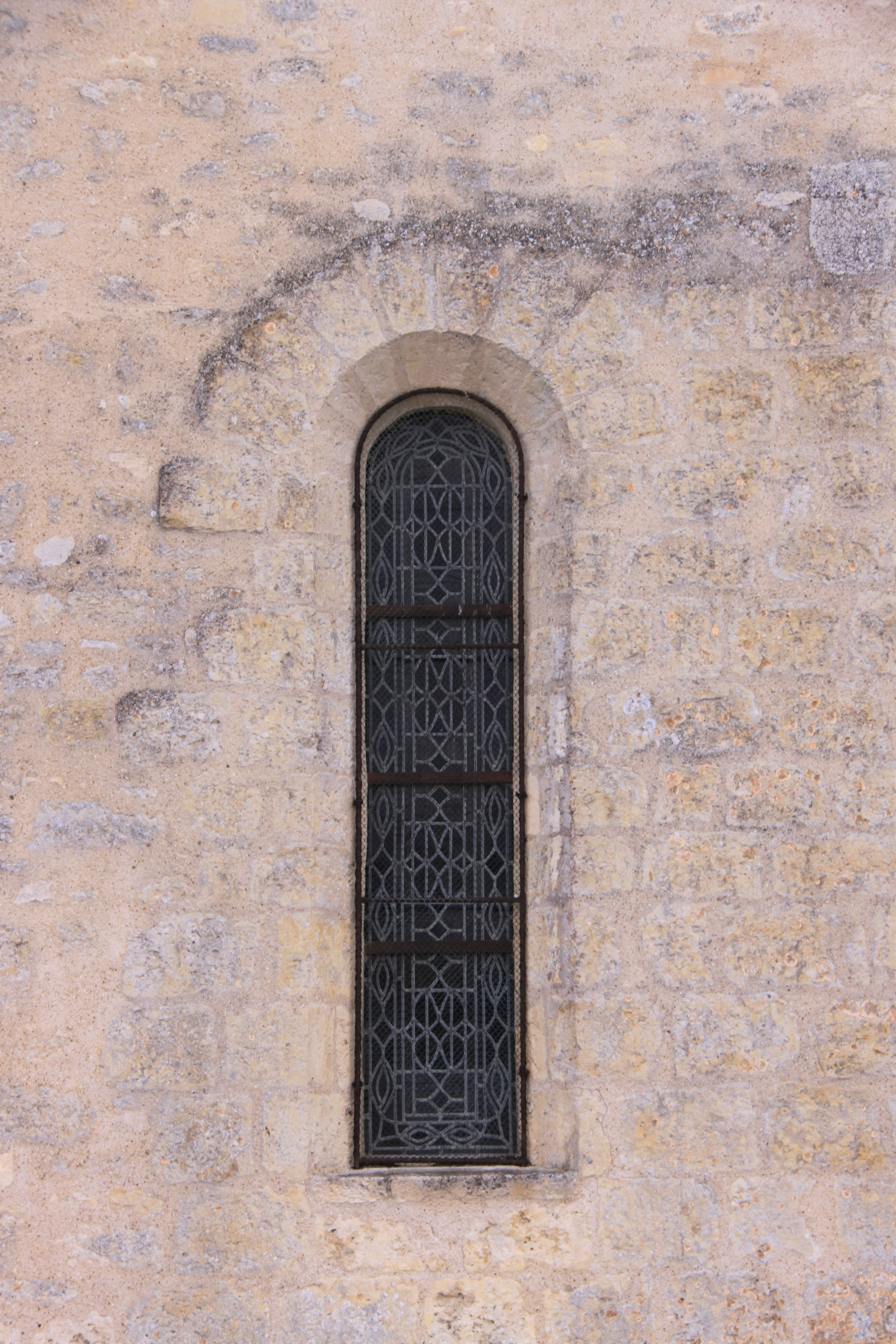
Detail d'une fenetre romane